# Софийска вода
„Софийска вода“ АД е българско водоснабдително предприятие със седалище в София, част от френската група „Веолия“.
Регистрирано е на 28 декември 1999 година и получава дългосрочна концесия за експлоатация и поддръжка на водоснабдителната и канализационна мрежа на Столична община, която има миноритарен дял (22,9%). Към 2022 година има обем на продажбите 212 милиона лева и печалба от 20,1 милиона лева. „Софийска вода“ е най-голямото водоснабдително предприятие в България с 23% от продажбите на целия отрасъл (2017).